# Henri-Louis Jaquet-Droz

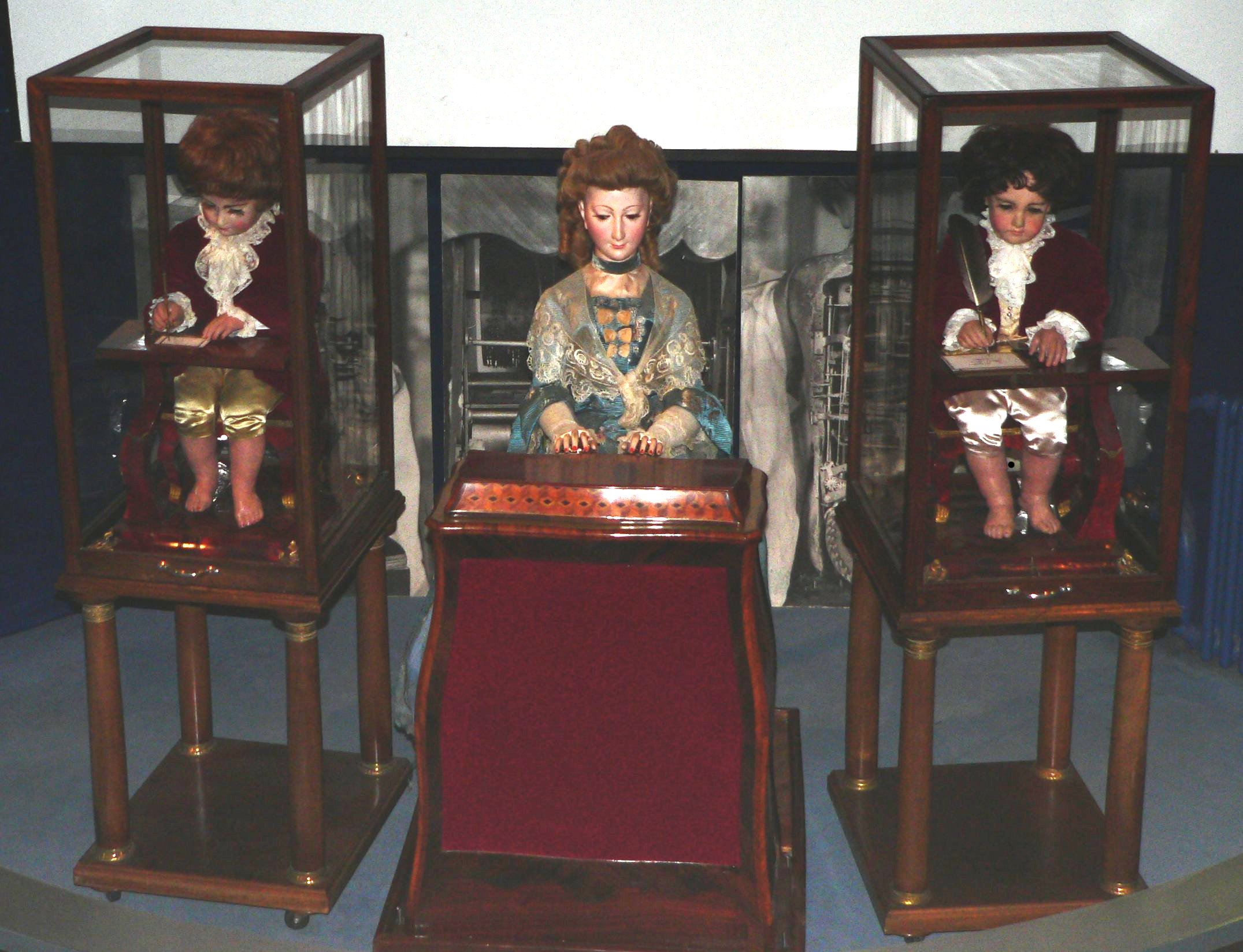
Automat

Henri-Louis Jaquet-Droz (ur. 1752, zm. 1791) – szwajcarski zegarmistrz, mechanik. Złożył automat w postaci kobiety grającej na fortepianie, która oddychała, grała a po skończeniu muzyki wstawała i kłaniała się publiczności. Wynalazł w Paryżu sztuczne ręce dla pewnego kaleki.